# George Henry Fowke

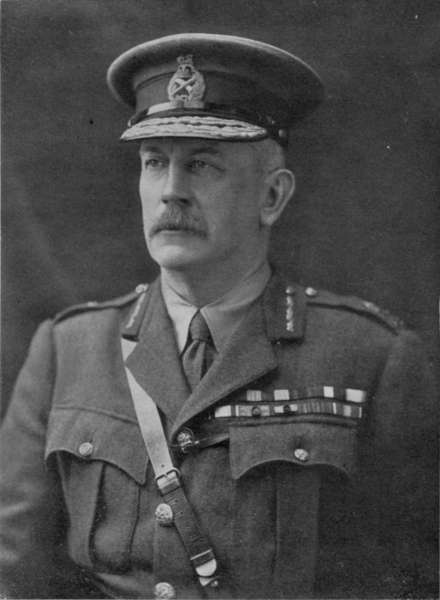
George Henry Fowke (1920)

Sir George Henry Fowke, KCB, KCMG (* 10. September 1864 in Halstead, Essex, England; † 8. Februar 1936 in Dinard, Département Ille-et-Vilaine, Frankreich) war ein britischer Offizier und zuletzt Generalleutnant der British Army, der unter anderem während des Ersten Weltkrieges von 1914 bis 1916 Kommandeur der Pioniere (Royal Engineers) der im August 1914 aufgestellten Britischen Expeditionsstreitkräfte BEF (British Expeditionary Force) sowie daraufhin zwischen 1916 und 1922 General-Adjutant der BEF war. Er bekleidete zudem zwischen 1921 und seinem Tode 1936 das Ehrenamt eines Oberstkommandanten (Colonel Commandant) der Royal Engineers.

## Leben

### Ausbildung und Verwendungen als Ingenieuroffizier

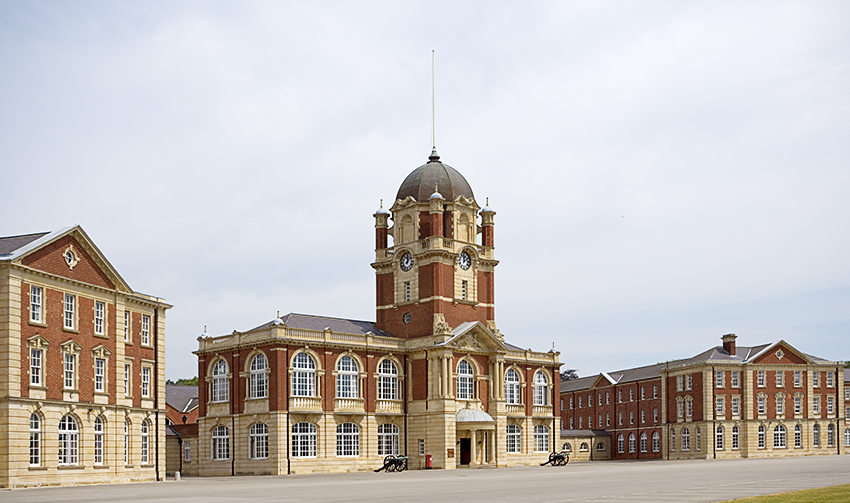
George Henry Fawke absolvierte eine Offiziersausbildung am Royal Military College Sandhurst.

George Henry Fowke, Sohn von William Villiers Fowke, absolvierte nach dem Schulbesuch als Gentleman Cadet eine Offiziersausbildung am Royal Military College Sandhurst und wurde nach deren Beendigung am 25. Februar 1884 als Leutnant (Second Lieutenant) in das Pionierkorps (Royal Engineers) übernommen. Nach verschiedenen Verwendungen wurde er am 6. August 1892 rückwirkend zum 19. Juli 1892 zum Hauptmann (Captain) befördert. Er nahm während des Zweiten Burenkrieges (1899 bis 1902) an der Belagerung von Ladysmith (2. November 1899 bis 28. Februar 1900) teil und wurde am 1. April 1901 zum Major befördert und erhielt zudem am 31. Oktober 1902 den Brevet-Rang eines Oberstleutnant (Brevet Lieutenant-Colonel). Nach Beendigung des Zweiten Burenkrieges blieb er in Südafrika und wurde am 7. Juni 1903 zum Mitglied des Legislativrates (Legislative Council) der Kolonie Transvaal ernannt.
Nach seiner Rückkehr unterrichtete Fowke bis zum 29. September 1908 als Instrukteur an der Schule für Militäringenieurwesen RSME (Royal School of Military Engineering). Kurz zuvor wurde ihm am 22. August 1908 der Brevet-Rang eines Oberst (Brevet Colonel) verliehen und am 4. Oktober 1908 erfolgte zudem seine Beförderung zum Oberstleutnant (Lieutenant-Colonel). Nachdem er am 15. Juni 1910 zum Oberst (Colonel) befördert worden war, bekleidete er zwischen dem 15. Juni 1910 und dem 1. April 1913 den Posten eines Assistierenden Generaladjutanten (Assistant Adjutant-General) im Kriegsministerium (War Office). Daraufhin übernahm er am 1. April 1913 bei gleichzeitiger Verleihung des zeitlich befristeten Dienstgrades eines Brigadegenerals (Temporary Brigadier-General) die Funktion als Inspekteur der Pioniertruppe (Inspector of Royal Engineers), während der bisherige Kommandant der Fernmeldeschule des Heeres (Army Signal School), Oberst Reginald Salmond Curtis, seine Nachfolge als Assistierender Generaladjutant antrat.

### Erster Weltkrieg

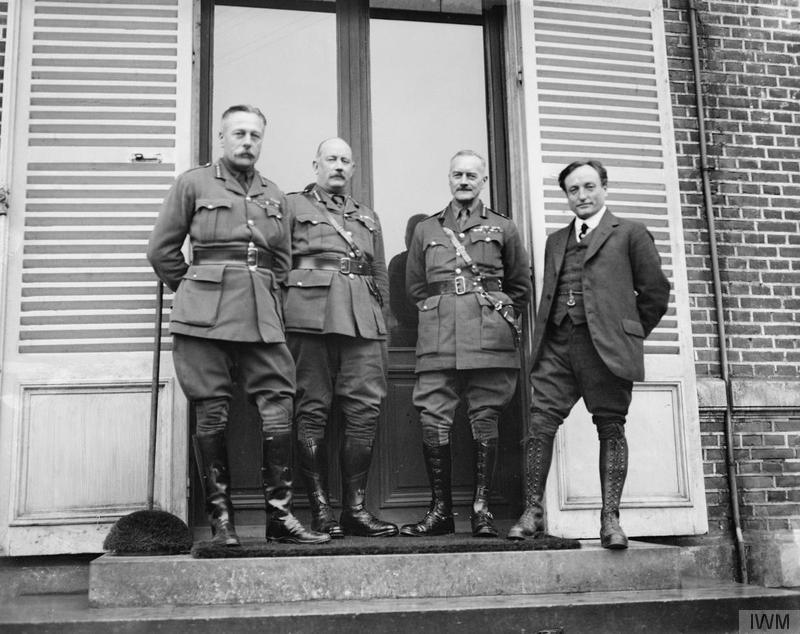
Die Schlacht an der Somme (1. Juli bis 18. November 1916): Oberkommandierender Sir Douglas Haig, Generaladjutant (Generalleutnant George Henry Fowke), der Generalquartiermeister (Generalleutnant Sir Ronald Charles Maxwell) und Ben Tillett (Gewerkschaftsführer und Gründungsmitglied der Labour Party) im Hauptquartier Beauquesne im November 1916.

Nachdem es zu Beginn des Ersten Weltkrieges im August 1914 zur Aufstellung der Britischen Expeditionsstreitkräfte BEF (British Expeditionary Force) gekommen war, wurde Brigadegeneral Fowke von August 1914 bis Januar 1915 Kommandeur der Pioniere der BEF (Royal Engineers) mit der Besoldung eines Inspekteurs der Infanterie. Daraufhin wurde er am 1. Januar 1915 unter Beibehaltung des zeitlich befristeten Dienstgrades eines Brigadegenerals Chefingenieur (Chief Engineer) der BEF und wurde für seine bisherigen Verdienste im Ersten Weltkrieg am 18. Februar 1915 Companion des Order of the Bath (CB). Am 20. April 1915 erhielt er bei gleichzeitiger Verleihung des zeitlich befristeten Dienstgrades eines Generalmajors (Temporary Major-General) die neue Amtszeitbezeichnung Engineer-in-Chief of the Royal Engineers, British Expeditionary Force. Aufgrund seiner Verdienste und herausragenden Leistungen Krieg wurde er mit Wirkung zum 3. Juni 1915 zum Generalmajor (Major-General) befördert und wurde zudem am 28. Februar 1916 zum Kommandeur des Leopoldsordens von Belgien ernannt.
Kurz zuvor wurde George Henry Fowke am 22. Februar 1916 der zeitlich befristete Dienstgrad eines Generalleutnants (Temporary Lieutenant-General) verliehen, woraufhin er von dem zum Adjutant-General to the Forces ernannten Generalmajor Sir Nevil Macready den Posten als General-Adjutant der BEF übernahm. Sein eigener Nachfolger als Engineer-in-Chief of the Royal Engineers der BEF wurde am 5. März 1916 Generalmajor Spring R. Rice. Für seine Verdienste wurde er am 3. Juni 1916 als Knight Commander des Order of the Bath (KCB) nobilitiert, wodurch er fortan den Namenszusatz „Sir“ führte. Er wurde am 1. Mai 1917 auch Kommandeur der französischen Ehrenlegion sowie am 1. Januar 1918 auch Knight Commander des Order of St Michael and St George (KCMG). Darüber hinaus wurde ihm mit Wirkung zum 11. März 1918 das französische Croix de guerre verliehen.

### Zwischenkriegszeit und Aufstieg zum Generalleutnant

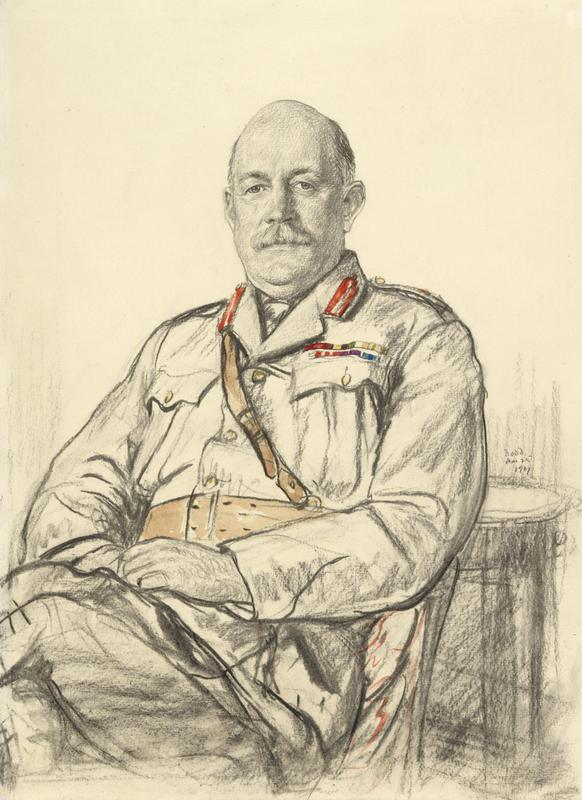
Generalleutnant Sir George H. Fowke (Porträt von Francis Dodd).

Zum 1. Januar 1919 wurde Sir George Henry Fowke für seine herausragenden Verdienste bei den militärischen Operationen in Frankreich und Flandern zum Generalleutnant (Lieutenant-General) befördert. Darüber hinaus wurde ihm für seine Verdienste am 12. Juli 1919 die Army Distinguished Service Medal der USA sowie zum 21. August 1919 die Würde eines Großoffiziers des portugiesischen Ritterordens von Avis verliehen.
Am 16. April 1921 übernahm Fowke das Ehrenamt eines Oberstkommandanten (Colonel Commandant) des Corps of Royal Engineers und bekleidete dieses bis zu seinem Tode am 8. Februar 1936, woraufhin Honorary-Major General, Oberst Sir Sydney Crookshank, das Amt übernahm. Am 10. April 1922 trat er in den Ruhestand. Schließlich erreichte er am 10. September 1928 auch die Altersgrenze der Möglichkeit einer Wiedereinberufung, woraufhin er auch aus der Liste der Reserveoffiziere gestrichen wurde. Er war mit Beatrice Wynne-Roberts, Tochter von Evan Wynne-Roberts, verheiratet.